# サンライズ・トゥ・サンダウン
『サンライズ・トゥ・サンダウン』（Sunrise to Sundown）は、スウェーデンのハードロック/ストーナーロック・バンド、スピリチュアル・ベガーズが2016年に発表した9作目のスタジオ・アルバム。

## 背景
「ダイヤモンド・アンダー・プレッシャー」はディープ・パープルからの影響を反映した曲で、マイケル・アモットによれば、バンドはこの曲をジョークで「Might Just Take Your Woman from Tokyo」と呼んでいたが、「リフは一切パクっていないよ」とも語っている。プログレッシブ・ロック的なアプローチの曲「ノー・マンズ・ランド」の中間部ではメロトロンが多用され、一部のパートではキーボーディストのペル・ヴィバリによるボーカル（アモットは「昔のアリス・クーパーみたいなボーカル」と形容している）もフィーチャーされた。収録曲のうち2曲は、ドラマーのラドウィグ・ヴィットが単独で書き下ろした曲で、アモットは「彼がソングライターとしては初めて、バンドに本格的な貢献を果たして、いずれも素晴らしい曲だよ」とコメントしている。
ヨーロッパでは、11曲入りの通常盤CDに加えて、カヴァー2曲とライヴ音源5曲を含むボーナス・ディスク付きの限定盤も発売されており、ライヴ音源は2013年4月21日のロードバーン・フェスティバルにおける録音が使用された。トゥルーパー・エンタテインメントから発売された日本盤CD (QATE-10085)は、1枚のCDに上記7曲のボーナス・トラックも追加された内容である。

## 反響
日本では2016年3月14日付のオリコンチャートで71位に達した。スイスでは2016年3月27日付のアルバム・チャートで45位となり、スピリチュアル・ベガーズのアルバムとしては初めて、同国でチャート入りを果たした。

## 収録曲
曲順は日本盤CDに準拠。ヨーロッパ盤CDでは「サンライズ・トゥ・サンダウン」が1曲目、「ダイヤモンド・アンダー・プレッシャー」が2曲目、「ホワット・ダズント・キル・ユー」が3曲目となっている。
1. ホワット・ダズント・キル・ユー - What Doesn't Kill You – 4:31
  - 作詞：マイケル・アモット／作曲：マイケル・アモット、ペル・ヴィバリ
2. サンライズ・トゥ・サンダウン - Sunrise to Sundown – 3:09
  - 作詞・作曲：マイケル・アモット
3. ダイヤモンド・アンダー・プレッシャー - Diamond Under Pressure – 3:43
  - 作詞：マイケル・アモット／作曲：ペル・ヴィバリ
4. ハード・ロード - Hard Road – 4:14
  - 作詞・作曲：ラドウィグ・ヴィット
5. スティル・ハンター - Still Hunter – 3:39
  - 作詞・作曲：マイケル・アモット
6. ノー・マンズ・ランド - No Man's Land – 5:54
  - 作詞・作曲：ペル・ヴィバリ
7. アイ・ターン・トゥ・ストーン - I Turn to Stone – 4:18
  - 作詞：ペル・ヴィバリ／作曲：マイケル・アモット
8. ダーク・ライト・チャイルド - Dark Light Child – 3:28
  - 作詞：ペル・ヴィバリ／作曲：マイケル・アモット
9. ロンリー・フリーダム - Lonely Freedom – 5:41
  - 作詞：マイケル・アモット／作曲：ペル・ヴィバリ、マイケル・アモット
10. ユーヴ・ビーン・フールド - You've Been Fooled – 3:19
  - 作詞：マイケル・アモット／作曲：ペル・ヴィバリ
11. サザン・スター - Southern Star – 5:10
  - 作詞・作曲：ラドウィグ・ヴィット

### ボーナス・トラック
1. サムサッカー - Thumbsucker - 3:40
  - マウンテンがアルバム『雪崩』（1974年）で発表した曲のカヴァー。
2. ストーンド・ウーマン - Stoned Woman – 3:44
  - テン・イヤーズ・アフターがアルバム『夜明けのない朝』（1969年）で発表した曲のカヴァー。
3. ワイズ・アズ・ア・サーペント（ライヴ） - Wise as a Serpent – 2:32
4. ターン・ザ・タイド（ライヴ） - Turn the Tide – 3:36
5. ドリーマー（ライヴ） - Drum Intro/Dreamer – 6:17
6. ワン・マンズ・カース（ライヴ） - One Man's Curse – 7:07
7. キングメイカー（ライヴ） - Keyboard Intro/Kingmaker – 5:37

## 参加ミュージシャン
- アポロ・パパサナシオ - ボーカル
- マイケル・アモット - ギター
- ペル・ヴィバリ - キーボード
- シャーリー・ダンジェロ - ベース
- ラドウィグ・ヴィット - ドラムス